# Pelidnota cyanitarsis
Pelidnota cyanitarsis är en skalbaggsart som beskrevs av Hippolyte Louis Gory 1833. Pelidnota cyanitarsis ingår i släktet Pelidnota och familjen Rutelidae. Inga underarter finns listade i Catalogue of Life.